# Lamothe, Haute-Loire
Lamothe är en kommun i departementet Haute-Loire i regionen Auvergne-Rhône-Alpes i centrala Frankrike. Kommunen ligger i kantonen Brioude-Nord som tillhör arrondissementet Brioude. År 2022 hade Lamothe 828 invånare.

## Befolkningsutveckling
Antalet invånare i kommunen Lamothe
| Referens: INSEE |